# Quái thú Bladenboro

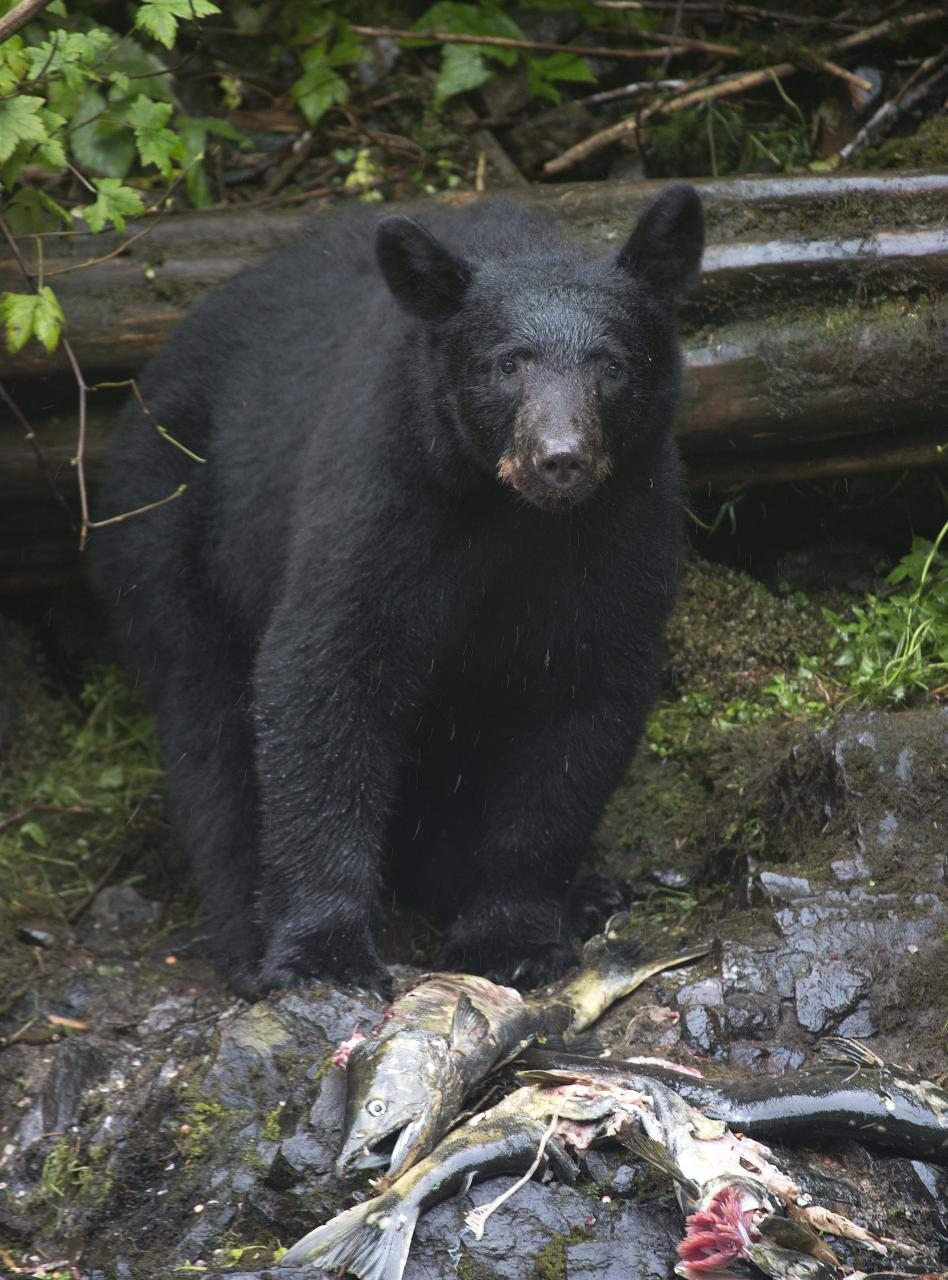
Gấu đen Bắc Mỹ được cho là nghi phạm vè quái thú Bladenboro

Quái thú Bladenboro (Beast of Bladenboro) là một sinh vật bí ẩn được cho là xuất hiện ở Bladenboro, Bắc Carolina, Mỹ trong khoảng năm 1953-54. Trong thập niên 50 của thế kỷ XX, một con quái thú đột ngột xuất hiện ở vùng Bladenboro, bang North Carolina, Mỹ. Nó nhanh chóng trở thành nỗi ám ảnh kinh hoàng của người dân địa phương khi gây ra hàng loạt những vụ tàn sát và hút máu động vật ghê sợ tạo nên sự ám ảnh loài quái thú hút máu thích xé xác gia súc.
Con quái thú đã khiến hàng loạt con gia súc bị sát hại, nhiều chó săn bị phanh thây tất cả đã trở thành nỗi ám ảnh kinh hoàng của nước Mỹ. Trong vùng dần xuất hiện lời đồn đại rằng loài ác thú vùng Bladenboro là một quái vật thoát ra từ địa ngục, nó bất tử và vô cùng tàn ác. Không biết rằng loài vật này ác tới đâu nhưng chính nhờ nó, Bladenboro đã trở thành vùng đất du lịch giàu có ở Mỹ. Rất đông du khách bị lôi cuốn tới đây chính bởi những câu chuyện về con ác thú bí ẩn này. 

## Tổng quan

### Mô tả
Đây là con quái thú bí ẩn và lời kể của nhân chứng. Theo mô tả, con quái thú dài gần 2m, nó giết chết nhiều gia cầm, dễ dàng xé đôi một chú chó săn, rồi nhanh chóng biến mất trước sự kinh hãi của mọi người. Thân hình nó phủ lông đen rậm rạp, trông giống như gấu hoặc một con báo. Nó di chuyển rất nhanh trong khu dân cư, nó to hơn chó Becgie, di chuyển rất nhanh, dữ dằn. Người dân mô tả quái thú phủ bộ lông đen rậm rạp, trông giống như con gấu hoặc con báo. Theo lời miêu tả, con vật này có thân hình đen tuyền, cao hơn 1m, khuôn mặt rất giống mèo rừng cùng đôi mắt sáng rực. Phải nói thêm rằng, hộp sọ những con vật bị giết đều bị nghiền nát thê thảm.

### Ghi nhận
Mọi chuyện bắt đầu vào ngày 31 tháng 12 năm 1953, cảnh sát đột ngột nhận được thông báo từ một trang trại ở Bladenboro bang North Carolina. Trong đêm, khu vực này bị tấn công bởi một quái thú và giết một con chó săn. Ngày hôm sau, một nông dân cũng phát hiện 2 chú chó Becgie Đức bị phanh thây. Không dừng lại, vào đêm 2 tháng 1 năm 1954, cảnh sát nhận được cuộc gọi khẩn từ một thanh niên trong vùng, anh hoảng hốt thuật lại việc mình bị một con vật đen tuyền hung dữ truy đuổi, phải núp vào gầm xe ô tô để bảo toàn tính mạng. Cư dân khác trong khi đi xe ở đường quốc lộ cũng nhìn thấy một con vật băng qua đại lộ.
Ngày 4 tháng 1 năm 1954, một cậu bé hoảng hốt nói với bố đã nhìn thấy con quái vật. Kể từ đó, cảnh sát liên tiếp nhận được thông báo từ trang trại vùng Bladenboro rằng gia súc, gia cầm, chó săn của họ bị quái thú tấn công, xé xác dã man. Rất nhiều vật nuôi có kích thước lớn, hoặc hung dữ như chó Becgie, chó ngao Mastiff cũng phải nhận những kết cục bi thương trước quái thú. Điều này càng làm cho người dân thêm lo ngại về độ nguy hiểm của loài vật bí ẩn này.
Nhận thấy vụ việc ngày càng nghiêm trọng, cảnh sát trưởng Roy Fores quyết định tổ chức cuộc săn lùng trên diện rộng vào ngày 6 tháng 1 năm 1954. Ông huy động thợ săn, thanh niên trong vùng phối hợp cùng cảnh sát để lục soát những đầm lầy, rừng sâu. Ban đầu không một ai trong số họ thấy được con quái vật nhưng lại phát hiện rất nhiều xác thú rừng bị xé nhỏ. Trong một thời gian ngắn, câu chuyện lan rộng ra cả nước. Thợ săn từ mọi nơi lũ lượt kéo về Bladenboro với hỏa lực, thiết bị theo dõi, chó săn, cùng nhiều loại bẫy hiện đại.
Trong đó có một nhóm thợ săn từ phía Tây bao gồm G.V.Garret và Joe Gore. Hai anh chàng dũng cảm đã ở lại trong rừng một tuần để lùng bắt cho bằng được con ác thú. Nhưng con vật khôn ngoan tránh né được mọi cái bẫy họ đặt ra, ranh mãnh ăn cắp lương thực của cả hai, đồng thời giết chết toàn bộ chó săn đem theo. Quy mô của cuộc truy lùng quái thú từ chỗ vài chục người tham gia đã lên tới ngàn người, nhưng kết quả vẫn là con số không tròn trĩnh.
Mãi đến khi Luther Davis, một nông dân địa phương bẫy được một con linh miêu thì mọi việc mới đi đến kết thúc. Mặc dù thị trưởng công bố an toàn nhưng người dân ở đây vẫn liên tục chứng kiến cảnh nhiều súc vật bị chết đầy bí ẩn. Ít ngày sau khi con linh miêu bị bắt, người nông dân Marvin McLamb phát hiện đàn lợn của gia đình đã bị phanh thây. Một tháng sau, một người dân khác báo với cảnh sát rằng, chú chó thân yêu của anh ta đã bị một con vật cắn lìa đầu. Các nhà khoa học vẫn tiếp tục nghiên cứu để tìm ra lời giải cho bí ẩn này. 

## Giả thiết
Liên quan đến con quái thú này, có nhiều giả thiết được đưa ra trong đó tập trung vào các loài thú săn mồi hàng đầu ở khu vực này có hình dáng và tập tính giống như những gì người ta mô tả về con quái thú

### Gấu đen
Nhiều người dự đoán thủ phạm là một con gấu đen Bắc Mỹ. Nhà khoa học Malcolm Frank quả quyết rằng, chỉ có bộ hàm của gấu đen Bắc Mỹ mới đủ sức gây ra những vết thương kinh hoàng như vậy. Đây đồng thời cũng là loài ẩn nấp trong khu vực rừng, nhưng lại thích rời khỏi đó để đi tìm kiếm thức ăn. Tuy nhiên, gấu đen khá chậm chạp nên việc lẩn trốn được sự truy bắt của thợ săn trong thời gian dài là việc không thể. Nhiều thợ săn cho rằng, thủ phạm chính là một con sói rừng khổng lồ bởi vùng Bladenboro là nơi cư trú của rất nhiều sói. Rất có thể, một con đã mắc bệnh dại nên đã tấn công chó.

### Báo sư tử

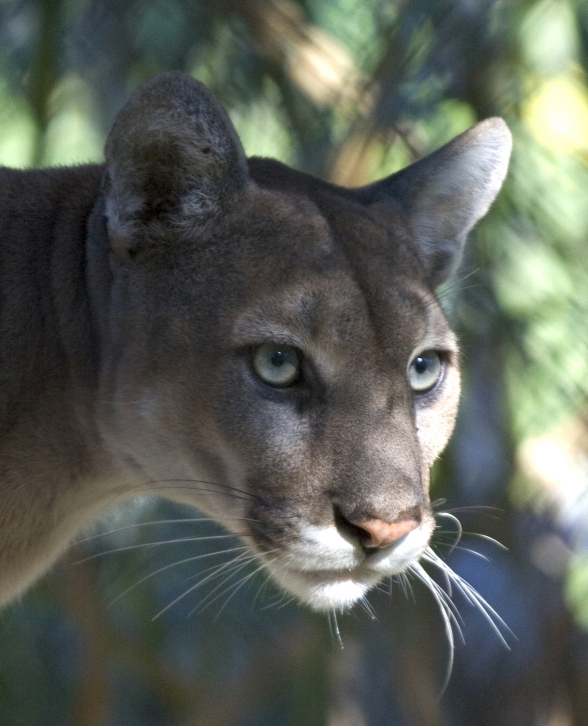
Báo sư tử cũng là một nghi phạm cho truyền thuyết về quái thú Bladenboro theo chương trình MonsterQuest

Một số giả thiết khác cho rằng, một con báo sư tử bị đột biến hắc tố là thủ phạm. Và lý giải được nhiều người công nhận nhất thuộc về nhà động vật học Kinlaw. Ông cho rằng, con báo sư tử chính là nguyên nhân của mọi cái chết. Đây là loài thú thuộc họ mèo, kích thước lớn có thể nặng tới 70 kg, dài 2,5m. Chúng có thể chạy với vận tốc 50 km/h, nhảy xa 6m, nhảy cao 2,5m. Nó cách đàn, điên cuồng tấn công khu dân cư, trang trại. Sức mạnh cú cắn của chúng hoàn toàn đủ mạnh để nghiền nát sọ của chó nhà. Báo sư tử thích săn các loài thú có vú lớn nhưng rất ít khi dám tấn công con người. Trong quá trình sinh sản ở loài này rất dễ tạo thành dạng đột biến hắc tố tạo nên lớp da đen tuyền. Tuy nhiên, đó vẫn chỉ là giả thuyết được đưa ra, nhưng chưa ai tận tay bắt được loài thú bí ẩn này.

### Linh miêu
Một nông dân địa phương bẫy được một con linh miêu. Loài thú này là một động vật ăn thịt, thường sinh sống ở các khu rừng cạnh đô thị và vùng gần đầm lầy. Chúng có lối sống đơn độc cùng khả năng di chuyển rất linh hoạt, chạy nhanh dưới đất và leo trèo giỏi trên cao. Chính điều này đã khiến ác thú có thể lẩn trốn được thợ săn trong một thời gian dài. Thị trưởng của vùng rất vui mừng, ông nhanh chóng tuyên bố với báo chí rằng, con quái thú ở Bladenboro đã được tìm thấy và giết chết. Xác của con linh miêu được treo ngay giữa trung tâm thị trấn cùng một tấm bảng ghi chú rất to phía dưới: “Đây là con ác thú Bladenboro”. Nhiều người không đồng ý với quyết định của thị trưởng, con linh miêu bắt được quá bé so với miêu tả của những nhân chứng. Đồng thời bộ hàm của nó không đủ để nghiền nát hộp sọ của một con bò hay chó Becgie.